# عمر شندی
عمر شندی (عربی: عمر شندي؛ unknown – unknown) بازیکن فوتبال اهل مصر بود.
از باشگاه‌هایی که در آن بازی کرده‌است می‌توان به باشگاه ورزشی زمالک اشاره کرد.
وی همچنین در تیم ملی فوتبال مصر بازی کرده‌است.